# Yoshitaka Shindō

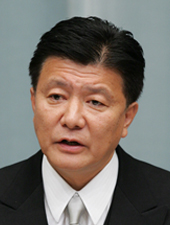
Yoshitaka Shindō, 2012

Yoshitaka Shindō (jap. 新藤 義孝 Shindō Yoshitaka; * 20. Januar 1958 in Kawaguchi, Präfektur Saitama) ist ein japanischer Politiker der Liberaldemokratischen Partei (Motegi-Faktion), Abgeordneter im Shūgiin, dem Unterhaus des nationalen Parlaments, und mehrfacher ehemaliger Minister.
Shindō, Absolvent der Meiji-Universität und zuvor der angeschlossenen Oberschule, war zunächst in der Stadtverwaltung von Kawaguchi tätig. Bei den einheitlichen Regionalwahlen im April 1991 wurde er in den Stadtrat von Kawaguchi gewählt. Bei der Shūgiin-Wahl 1996 versuchte er den Wechsel in die nationale Politik: Er unterlag im 2. Wahlkreis Saitama zwar um knapp 400 Stimmen Katsuyuki Ishida (NFP), gewann aber ein Verhältniswahlmandat im Block Nord-Kantō. Den Wahlkreis konnte er bei den Wahlen 2000, 2005 gewinnen. 2003 unterlag er Ishida deutlich und schied aus dem Parlament aus, 2009 gewann er erneut ein Verhältniswahlmandat. Ab 2012 setzte er sich bis einschließlich 2024 fünfmal im Wahlkreis durch.
Unter dem Kabinett Koizumi war Shindō parlamentarischer Staatssekretär im Innen- und im Außenministerium. Von 2007 bis 2008 war er unter den Kabinetten Abe und Fukuda „Vizeminister“ im Wirtschaftsministerium. 2011 übernahm er den Vorsitz im Shūgiin-Ausschuss für Rechnungs- und Verwaltungsaufsicht (kessan gyōsei-kanshi). In der LDP war er von 2009 bis 2019 Vorsitzender des Präfekturverbandes Saitama.
Im Juli 2011 gehörte Shindō zu einer Gruppe von ursprünglich vier, letztlich drei (Katsuei Hirasawa sagte die Reise kurzfristig ab) nationalen Abgeordneten der LDP, die nach Ulleungdo in der Republik Korea reisen wollten, um ihre Ansicht zu demonstrieren, dass die nahe gelegenen Liancourt-Felsen von der Republik „illegal besetztes“ japanisches Territorium seien. Den Abgeordneten wurde in Seoul die Einreise verweigert. Die anderen beiden Mitreisenden waren Masahisa Satō (Nukaga-Faktion) und Tomomi Inada (Machimura-Faktion).
Im zweiten Kabinett Abe wurde Shindō 2012 Minister für allgemeine Angelegenheiten (Innenminister), 2013 übernahm er auch den neu beim Kabinettsamt eingerichteten Ministerposten für die „nationalen strategischen Sonderzonen“ (kokka senryaku tokubetsu kuiki), die als Teil der Konjunkturbelebung der Regierung Abe (Abenomics) neu geschaffen wurden. Shindō blieb bis zur Kabinettsumbildung im September 2014 Minister, das Ministerium für allgemeine Angelegenheiten übernahm Sanae Takaichi, die Zuständigkeit für die Sonderwirtschaftszonen Shigeru Ishiba.
Im September 2023 wurde er bei der zweiten Umbildung des zweiten Kabinetts Kishida Minister für besondere Aufgaben beim Kabinettsamt (Wirtschafts- und Fiskalpolitik) und erhielt eine Reihe von Zusatzaufgaben, darunter Kishidas neu geschaffenes Programm für „neuen Kapitalismus“, und blieb bis zum Ende von Kishidas Amtszeit 2024 im Amt.